# Masen
Masen è una frazione del comune sparso di Giovo.

## Geografia
La località è posta alle pendici del Monte Corona, in particolare sull'Altopiano di Masen.

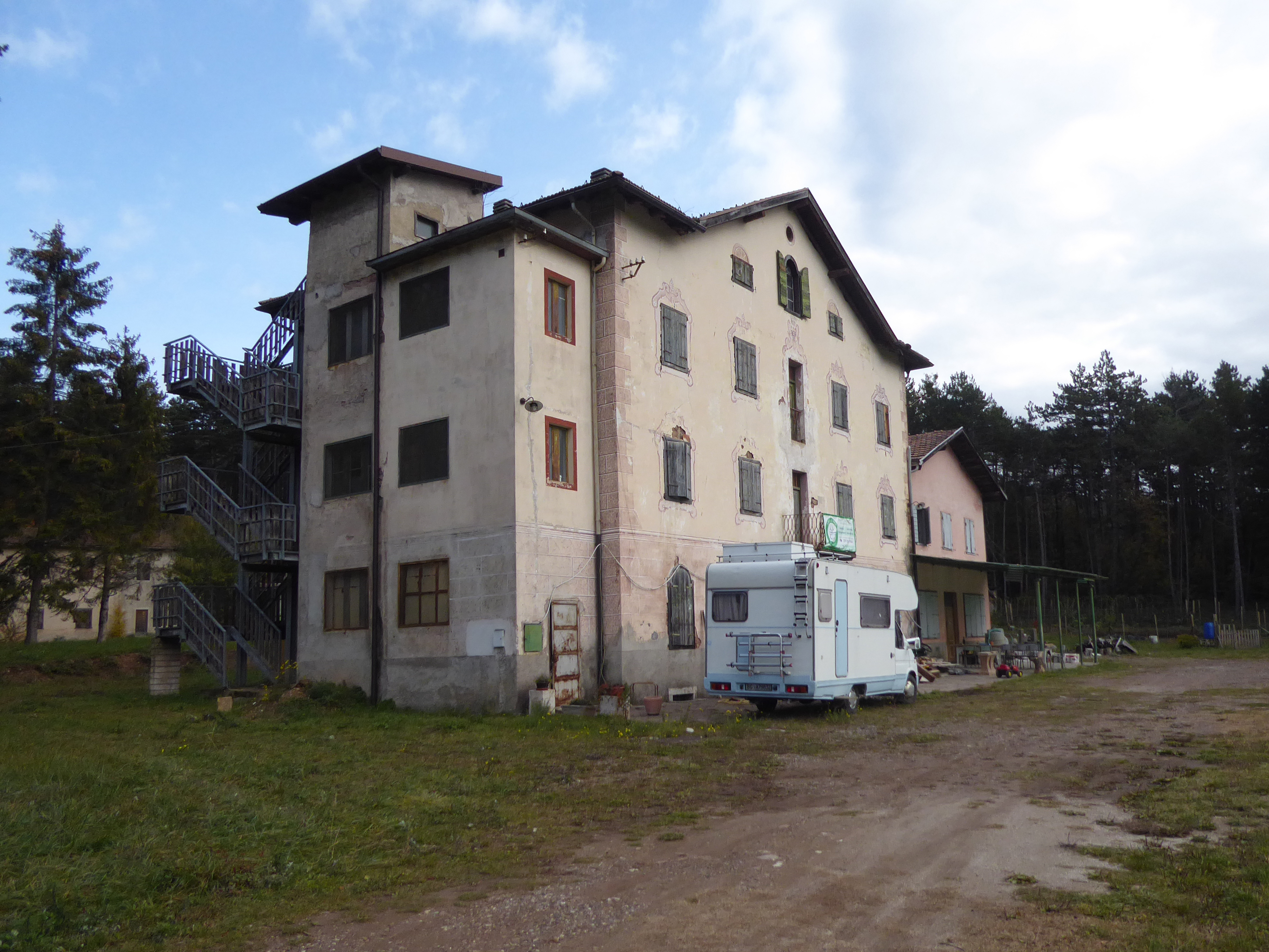
Ex colonia alpina salesiana

È attraversata dalla strada provinciale 58 di Faedo.

## Storia
Nel 1300 circa la località venne attraversata da una strada che fungeva da strada alternativa in caso il fiume Adige esondasse, chiamato Passo Mondagiò.
Un tempo la località aveva un bacino idrografico presso il Pian del Lac, appena sotto la frazione.
Nel 1796 con la Campagna d'Italia, le truppe napoleoniche passarono a Masen. Ancora oggi in località Combe si possono trovare le trincee napoleoniche, che hanno combattuto contro le truppe austriache guidate da Paul Davidovich.
Nel 1913 la Colonia Alpina Salesiana si stabilì proprio qui a Masen. Il sito divenne poi orfanotrofio.

## Origine del nome
Il toponimo Masen deriva da Maso. La parola è stata probabilmente influenzata dal tedesco.

## Monumenti e luoghi d'interesse

### Architetture religiose
- Chiesa dell'Ausiliatrice, costruita nel 1913 circa come luogo di preghiera dai salesiani.